# N770 (België)
De N770 is een gewestweg in Belgisch-Limburg. De 200 meter lange route in Maaseik verbindt de N762 met de N773 met elkaar. Buiten het begin- en het eindpunt zijn er geen kruispunten op deze weg. In de (nabije) toekomst zou het kruispunt met de N762 heringericht worden. De straatnaam is over de hele lengte Bosmolenlaan, naar de vlakbijgelegen Bosmolen, een watermolen op de Bosbeek.